# Willibald Pirckheimer
Willibald Pirckheimer (Eichstätt, 5 de dezembro de 1470 - Nuremberga, 22 de dezembro de 1530) foi um advogado renascentista, escritor e humanista renascentista, e uma personalidade rica e influente da Nuremberga do século XVI, membro do Conselho governante da cidade por dois períodos. Foi o amigo mais chegado do artista Albrecht Dürer, que dele executou alguns retratos, bem como do grande humanista e teólogo Erasmo de Roterdão.
Nascido em Eichstätt, Baviera, filho do advogado Johannes Pirckheimer, formou-se em Itália, tendo estudado direito em Pádua e Pavia durante seteanos. Da sua esposa, de nome Cresencia, teve uma filha de nome Felicitas. A sua irmã mais velha, Caritas (1467-1532) foi Abadessa do Convento franciscano de Santa Clara em Nuremberga (que era também uma escola para raparigas destinada à classe superior da cidade) e foi também uma dotada escolástica; A série de xilogravuras dedicada à Vida da Virgem de Dürer foi-lhe dedicada. Pirckheimer conheceu Dürer, provavelmente, em 1495.
Pertencia a um grupo de humanistas de Nuremberga que incluía nomes como os de Conrad Celtis, Sebald Schreyer, e Hartmann Schedel (autor da Crónica de Nuremberga).  Era também consultado amiúde pelo Imperador Maximiliano I em questões de índole literária. Traduziu muitos textos clássicos para o alemão (bem como textos gregos para o latim), e defendia a  tradução "pelo sentido" em detrimento do aspeto literário dos textos, questão então muito em voga. Entre outros trabalhos, editou e publicou uma edição da Geographia de Ptolomeu, em 1525.
Em 1499 Pirckheimer foi escolhido pelo Conselho da Cidade para comandar o seu contingente de tropas no exército imperial durante a Guerra dos Suabos contra os Suíços. No seu regresso, a cidade honrou-o com a oferta de uma taça de ouro da Cidade. Este acontecimento é referido na gravura Nemesis de Dürer, executada cerca de 1502.
Já que Dürer não recebeu uma educação clássica, é costume presumir que muito dos conhecimentos clássicos e humanistas demonstrados nas suas obras, em especial as suas impressões, refletem as suas discussões com Pirckheimer. Um exemplo notável é Melancolia I.  Pirckheimer emprestou a Dürer o dinheiro para a sua segunda viagem a Itália de 1506-1507, e dez cartas dele para Dürer, em Itália, demonstram a proximidade da sua relação.   Depois da morte, em 1560 do último familiar imediato de Dürer, o neto de Pirckheimer, Willibald Imhoff comprou o que restava dos documentos e coleções do artista. Grande parte da própria biblioteca de Pirckheimer, famosa na época, foi vendida por outro descendente da família Imhoff a Conde de Arundel em 1636. Grande parte desta foi transferida para a Biblioteca Britânica através da coleção de Hans Sloane.
Tal como Dürer, foi sepultado no cemitério da Johannis-kirche em Nuremberga.